# Dor de dente
Dor de dente  é a dor nos dentes ou em suas estruturas de suporte, causada por doenças dentárias [en] ou dor referida aos dentes por doenças não dentárias. Quando grave, pode afetar o sono, a alimentação e outras atividades diárias.
As causas comuns incluem inflamação da polpa (geralmente em resposta à cárie dentária, traumatismo dentário ou outros fatores), hipersensibilidade dentinária, periodontite apical (inflamação do ligamento periodontal e osso alveolar ao redor do ápice da raiz), abscessos dentários (acúmulos localizados de pus), osteíte alveolar ("alveolite seca", uma possível complicação da extração dentária), gengivite ulcerativa necrosante aguda (uma infecção na gengiva) e disfunção temporomandibular.
A pulpite é reversível quando a dor é leve a moderada e dura pouco tempo após um estímulo (por exemplo, frio); ou irreversível quando a dor é forte, espontânea e dura muito tempo após um estímulo. Se não for tratada, a pulpite pode se tornar irreversível, progredindo para necrose pulpar (morte da polpa) e periodontite apical. Abscessos geralmente causam dor latejante. O abscesso apical geralmente ocorre após a necrose pulpar, o abscesso pericoronário geralmente está associado à pericoronite aguda de um dente do siso inferior e os abscessos periodontais geralmente representam uma complicação da periodontite crônica (doença da gengiva). Menos comumente, condições não dentárias podem causar dor de dente, como sinusite maxilar, que pode causar dor nos dentes posteriores superiores, ou angina pectoris, que pode causar dor nos dentes inferiores. Às vezes, o diagnóstico correto pode ser desafiador.
A higiene bucal adequada ajuda a prevenir a dor de dente, evitando doenças dentárias. O tratamento de uma dor de dente depende da causa exata e pode envolver obturação, tratamento de canal radicular, extração, drenagem de pus ou outra ação corretiva. O alívio da dor de dente é considerado uma das principais responsabilidades do cirurgião-dentista. Dor de dente é o tipo mais comum de dor na boca ou no rosto [en].:125–135 É uma das razões mais comuns para consultas odontológicas de emergência.  Em 2013, mais de 223 milhões de casos de dor de dente ocorreram como resultado de cárie dentária em dentes permanentes e 53 milhões de casos ocorreram em dentes de leite. Historicamente, acredita-se que a demanda por tratamento de dor de dente tenha levado ao surgimento da cirurgia odontológica como a primeira especialidade da medicina.